# Grande Prêmio Miguel Induráin de 2023
A 74.ª edição da clássica de ciclismo Grande Prêmio Miguel Induráin foi uma corrida em Espanha  que se celebrou a 1 de abril de 2023 com início e final na cidade de Estella sobre um percurso de 190 quilómetros.
A corrida fez parte do UCI ProSeries de 2023, calendário ciclístico mundial de segunda divisão, dentro da categoria UCI 1.pro. O vencedor foi o espanhol Ion Izagirre do Cofidis e esteve acompanhado no pódio pelo colombiano Sergio Higuita do Bora-Hansgrohe e o dinamarquês Mattias Skjelmose Jensen do Trek-Segafredo, segundo e terceiro classificado respectivamente.

## Equipas participantes
Tomaram parte na corrida 21 equipas: 10 de categoria UCI WorldTeam, 10 de categoria UCI ProTeam e 1 de categoria Continental. Formaram assim um pelotão de 140 ciclistas dos que acabaram 104. As equipas participantes foram:
| Equipes WorldTeam (10)- AG2R Citroën Team - Astana Qazaqstan Team - Bora-Hansgrohe - Cofidis - EF Education-EasyPost - Movistar Team - Arkéa-Samsic - Team Jayco AlUla - Trek-Segafredo - UAE Team Emirates Equipes ProTeam (10)- Burgos-BH - Caja Rural-Seguros RGA - Eolo-Kometa - Equipo Kern Pharma - Euskaltel-Euskadi - Human Powered Health - Israel-Premier Tech - Lotto Dstny - Team Novo Nordisk - TotalEnergies Equipe Continental- Electro Hiper Europa |
| |

## Classificação final
- A classificação finalizou da seguinte forma:[4]

| \| Classificação geral \| Classificação geral \| Classificação geral \| Classificação geral \| Classificação geral \| \| Ciclista \| Ciclista \| Equipe \| Tempo \| \| \| ------------------- \| ------------------------ \| ---------------------- \| ------------------- \| ------------------- \| \| 1. \| Ion Izagirre \| Cofidis \| 5h09m05s \| \| \| 2. \| Sergio Higuita \| Bora-Hansgrohe \| + 2s \| \| \| 3. \| Mattias Skjelmose \| Trek-Segafredo \| + 13s \| \| \| 4. \| Andreas Kron \| Lotto Dstny \| + 20s \| \| \| 5. \| Roger Adrià \| Equipo Kern Pharma \| + 20s \| \| \| 6. \| Alex Aranburu \| Movistar Team \| + 23s \| \| \| 7. \| Corbin Strong \| Israel-Premier Tech \| + 25s \| \| \| 8. \| Élie Gesbert \| Arkéa-Samsic \| + 25s \| \| \| 9. \| Félix Gall \| AG2R Citroën Team \| + 32s \| \| \| 10. \| Christian Scaroni \| Astana Qazaqstan Team \| + 32s \| \| \| 11. \| Richard Carapaz \| EF Education-EasyPost \| + 32s \| \| \| 12. \| Esteban Chaves \| EF Education-EasyPost \| + 32s \| \| \| 13. \| Ruben Guerreiro \| Movistar Team \| + 36s \| \| \| 14. \| Diego Ulissi \| UAE Team Emirates \| + 37s \| \| \| 15. \| Jefferson Cepeda \| Caja Rural-Seguros RGA \| + 37s \| \| \| 16. \| Clément Champoussin \| Arkéa-Samsic \| + 37s \| \| \| 17. \| José Manuel Díaz Gallego \| Burgos-BH \| + 37s \| \| \| 18. \| Steff Cras \| TotalEnergies \| + 37s \| \| \| 20. \| Marc Soler \| UAE Team Emirates \| + 48s \| \| |                          |                        |          |
| |                          |                        |          |
| Fonte: ProCyclingStats |                          |                        |          |
| Classificação geral |                          |                        |          |
| Ciclista | Ciclista                 | Equipe                 | Tempo    |
| 1. | Ion Izagirre             | Cofidis                | 5h09m05s |
| 2. | Sergio Higuita           | Bora-Hansgrohe         | + 2s     |
| 3. | Mattias Skjelmose        | Trek-Segafredo         | + 13s    |
| 4. | Andreas Kron             | Lotto Dstny            | + 20s    |
| 5. | Roger Adrià              | Equipo Kern Pharma     | + 20s    |
| 6. | Alex Aranburu            | Movistar Team          | + 23s    |
| 7. | Corbin Strong            | Israel-Premier Tech    | + 25s    |
| 8. | Élie Gesbert             | Arkéa-Samsic           | + 25s    |
| 9. | Félix Gall               | AG2R Citroën Team      | + 32s    |
| 10. | Christian Scaroni        | Astana Qazaqstan Team  | + 32s    |
| 11. | Richard Carapaz          | EF Education-EasyPost  | + 32s    |
| 12. | Esteban Chaves           | EF Education-EasyPost  | + 32s    |
| 13. | Ruben Guerreiro          | Movistar Team          | + 36s    |
| 14. | Diego Ulissi             | UAE Team Emirates      | + 37s    |
| 15. | Jefferson Cepeda         | Caja Rural-Seguros RGA | + 37s    |
| 16. | Clément Champoussin      | Arkéa-Samsic           | + 37s    |
| 17. | José Manuel Díaz Gallego | Burgos-BH              | + 37s    |
| 18. | Steff Cras               | TotalEnergies          | + 37s    |
| 20. | Marc Soler               | UAE Team Emirates      | + 48s    |

## Ciclistas participantes e posições finais
| Arkéa-Samsic ARK | Arkéa-Samsic ARK          | Arkéa-Samsic ARK |
| ---------------- | ------------------------- | ---------------- |
| Num              | Ciclista                  | Pos              |
| 1                | Thibault Guernalec (FRA)  | DNF              |
| 2                | Clément Champoussin (FRA) | 16.              |
| 3                | Michel Ries (LUX)         | 60.              |
| 4                | Élie Gesbert (FRA)        | 8.               |
| 5                | Simon Guglielmi (FRA)     | 23.              |
| 6                | Cristián Rodríguez (ESP)  | 51.              |
| 7                | Alessandro Verre (ITA)    | DNF              |

| AG2R Citroën Team ACT | AG2R Citroën Team ACT        | AG2R Citroën Team ACT |
| --------------------- | ---------------------------- | --------------------- |
| Num                   | Ciclista                     | Pos                   |
| 11                    | Alex Baudin (FRA)            | 83.                   |
| 12                    | Félix Gall (AUT)             | 9.                    |
| 13                    | Jaakko Hänninen (FIN)        | 72.                   |
| 15                    | Valentin Paret-Peintre (FRA) | DNF                   |
| 16                    | Nicolas Prodhomme (FRA)      | 73.                   |
| 17                    | Andrea Vendrame (ITA)        | 38.                   |

| Astana Qazaqstan Team AST | Astana Qazaqstan Team AST | Astana Qazaqstan Team AST |
| ------------------------- | ------------------------- | ------------------------- |
| Num                       | Ciclista                  | Pos                       |
| 21                        | Luis León Sánchez (ESP)   | 22.                       |
| 22                        | Fabio Felline (ITA)       | 59.                       |
| 23                        | Daniil Pronskiy (KAZ)     | DNF                       |
| 24                        | Yuriy Natarov (KAZ)       | DNF                       |
| 25                        | Javier Romo (ESP)         | 71.                       |
| 26                        | Christian Scaroni (ITA)   | 10.                       |
| 27                        | Andrey Zeits (KAZ)        | 88.                       |

| Bora-Hansgrohe BOH | Bora-Hansgrohe BOH     | Bora-Hansgrohe BOH |
| ------------------ | ---------------------- | ------------------ |
| Num                | Ciclista               | Pos                |
| 31                 | Emanuel Buchmann (GER) | 30.                |
| 32                 | Florian Lipowitz (GER) | 64.                |
| 33                 | Luis-Joe Lührs (GER)   | DNF                |
| 34                 | Anton Palzer (GER)     | DNF                |
| 35                 | Ide Schelling (NED)    | DNF                |
| 36                 | Sergio Higuita (COL)   | 2.                 |
| 37                 | Giovanni Aleotti (ITA) | 63.                |

| Cofidis COF | Cofidis COF           | Cofidis COF |
| ----------- | --------------------- | ----------- |
| Num         | Ciclista              | Pos         |
| 41          | Harrison Wood (GBR)   | DNF         |
| 43          | Simon Geschke (GER)   | DNF         |
| 44          | José Herrada (ESP)    | 58.         |
| 45          | Ion Izagirre (ESP)    | 1.          |
| 46          | Victor Lafay (FRA)    | 40.         |
| 47          | Jonathan Lastra (ESP) | 21.         |

| EF Education-EasyPost EFE | EF Education-EasyPost EFE       | EF Education-EasyPost EFE |
| ------------------------- | ------------------------------- | ------------------------- |
| Num                       | Ciclista                        | Pos                       |
| 51                        | Andrey Amador (CRC)             | DNF                       |
| 52                        | Jonathan Caicedo (ECU)          | 57.                       |
| 53                        | Esteban Chaves (COL) (estrada)  | 12.                       |
| 54                        | Odd Christian Eiking (NOR)      | 24.                       |
| 55                        | Merhawi Kudus (ERI) (estrada)   | 54.                       |
| 56                        | Georg Steinhauser (GER)         | 68.                       |
| 57                        | Richard Carapaz (ECU) (estrada) | 11.                       |

| Movistar Team MOV | Movistar Team MOV               | Movistar Team MOV |
| ----------------- | ------------------------------- | ----------------- |
| Num               | Ciclista                        | Pos               |
| 61                | Alex Aranburu (ESP)             | 6.                |
| 62                | Gorka Izagirre (ESP)            | 28.               |
| 63                | Nelson Oliveira (POR)           | 32.               |
| 64                | Ruben Guerreiro (POR)           | 13.               |
| 65                | Jorge Arcas (ESP)               | 66.               |
| 66                | Sergio Samitier (ESP)           | 92.               |
| 67                | Gonzalo Serrano Rodríguez (ESP) | 27.               |

| Team Jayco AlUla JAY | Team Jayco AlUla JAY | Team Jayco AlUla JAY |
| -------------------- | -------------------- | -------------------- |
| Num                  | Ciclista             | Pos                  |
| 71                   | Jan Maas (NED)       | 45.                  |
| 73                   | Tsgabu Grmay (ETH)   | 34.                  |
| 75                   | Chris Harper (AUS)   | 25.                  |
| 76                   | Rudy Porter (AUS)    | 70.                  |
| 77                   | Matteo Sobrero (ITA) | 55.                  |

| Trek-Segafredo TFS | Trek-Segafredo TFS           | Trek-Segafredo TFS |
| ------------------ | ---------------------------- | ------------------ |
| Num                | Ciclista                     | Pos                |
| 81                 | Jon Aberasturi (ESP)         | DNF                |
| 83                 | Marc Brustenga (ESP)         | 99.                |
| 84                 | Juan Pedro López (ESP)       | 42.                |
| 85                 | Mattias Skjelmose (DEN)      | 3.                 |
| 86                 | Amanuel Gebrezgabihier (ERI) | DNF                |
| 87                 | Natnael Tesfatsion (ERI)     | 33.                |

| UAE Team Emirates UAD | UAE Team Emirates UAD               | UAE Team Emirates UAD |
| --------------------- | ----------------------------------- | --------------------- |
| Num                   | Ciclista                            | Pos                   |
| 91                    | Marc Soler (ESP)                    | 20.                   |
| 92                    | Finn Fisher-Black (NZL)             | 74.                   |
| 93                    | Davide Formolo (ITA)                | 62.                   |
| 94                    | Felix Großschartner (AUT) (estrada) | 67.                   |
| 95                    | Ivo Oliveira (POR)                  | DNF                   |
| 96                    | Marc Hirschi (SUI)                  | 35.                   |
| 97                    | Diego Ulissi (ITA)                  | 14.                   |

| Burgos-BH BBH | Burgos-BH BBH                  | Burgos-BH BBH |
| ------------- | ------------------------------ | ------------- |
| Num           | Ciclista                       | Pos           |
| 101           | Ander Okamika (ESP)            | 90.           |
| 102           | Jetse Bol (NED)                | 52.           |
| 103           | Eric Fagúndez (URU)            | 65.           |
| 104           | José Manuel Díaz Gallego (ESP) | 17.           |
| 105           | Jesús Ezquerra (ESP)           | 48.           |
| 106           | Alejandro Franco (ESP)         | DNF           |
| 107           | Ángel Madrazo (ESP)            | DNF           |

| Caja Rural-Seguros RGA CJR | Caja Rural-Seguros RGA CJR | Caja Rural-Seguros RGA CJR |
| -------------------------- | -------------------------- | -------------------------- |
| Num                        | Ciclista                   | Pos                        |
| 111                        | Jefferson Cepeda (ECU)     | 15.                        |
| 112                        | Orluis Aular (VEN)         | 39.                        |
| 113                        | Eduard Prades (ESP)        | 50.                        |
| 114                        | Julen Amézqueta (ESP)      | 61.                        |
| 115                        | Fernando Barceló (ESP)     | 93.                        |
| 116                        | Jon Barrenetxea (ESP)      | 43.                        |
| 117                        | Josu Etxeberria (ESP)      | 96.                        |

| Eolo-Kometa EOK | Eolo-Kometa EOK           | Eolo-Kometa EOK |
| --------------- | ------------------------- | --------------- |
| Num             | Ciclista                  | Pos             |
| 121             | Fernando Tercero (ESP)    | DNF             |
| 122             | Davide Piganzoli (ITA)    | DNF             |
| 123             | Javier Serrano (ESP)      | 102.            |
| 124             | Álex Martín (ESP)         | 97.             |
| 125             | David Martin (ESP)        | DNF             |
| 126             | Andrea Garosio (ITA)      | 87.             |
| 127             | Alessandro Fancellu (ITA) | DNF             |

| Equipo Kern Pharma EKP | Equipo Kern Pharma EKP   | Equipo Kern Pharma EKP |
| ---------------------- | ------------------------ | ---------------------- |
| Num                    | Ciclista                 | Pos                    |
| 131                    | Roger Adrià (ESP)        | 5.                     |
| 132                    | Igor Arrieta (ESP)       | 19.                    |
| 133                    | Urko Berrade (ESP)       | 100.                   |
| 134                    | Pablo Castrillo (ESP)    | 78.                    |
| 135                    | Raúl García Pierna (ESP) | 53.                    |
| 136                    | Pau Miquel (ESP)         | 94.                    |
| 137                    | Iván Cobo (ESP)          | 104.                   |

| Euskaltel-Euskadi EUS | Euskaltel-Euskadi EUS  | Euskaltel-Euskadi EUS |
| --------------------- | ---------------------- | --------------------- |
| Num                   | Ciclista               | Pos                   |
| 141                   | Unai Iribar (ESP)      | 77.                   |
| 142                   | Joan Bou (ESP)         | 56.                   |
| 143                   | Asier Etxeberria (ESP) | 82.                   |
| 144                   | Mikel Bizkarra (ESP)   | 76.                   |
| 145                   | Gotzon Martín (ESP)    | 26.                   |
| 146                   | Ibai Azurmendi (ESP)   | 36.                   |
| 147                   | Mikel Iturria (ESP)    | 75.                   |

| Human Powered Health HPM | Human Powered Health HPM       | Human Powered Health HPM |
| ------------------------ | ------------------------------ | ------------------------ |
| Num                      | Ciclista                       | Pos                      |
| 151                      | Kristian Aasvold (NOR)         | 79.                      |
| 152                      | Charles-Étienne Chrétien (CAN) | DNF                      |
| 153                      | Paul Double (GBR)              | DNF                      |
| 154                      | Chad Haga (USA)                | 85.                      |
| 155                      | Bart Lemmen (NED)              | DNF                      |
| 156                      | Sebastian Schönberger (AUT)    | 44.                      |
| 157                      | Embret Svestad-Bårdseng (NOR)  | 89.                      |

| Israel-Premier Tech IPT | Israel-Premier Tech IPT  | Israel-Premier Tech IPT |
| ----------------------- | ------------------------ | ----------------------- |
| Num                     | Ciclista                 | Pos                     |
| 161                     | Daryl Impey (RSA)        | DNF                     |
| 162                     | Ben Hermans (BEL)        | DNF                     |
| 163                     | Nick Schultz (AUS)       | 41.                     |
| 164                     | Omer Goldstein (ISR)     | 49.                     |
| 165                     | Alastair MacKellar (AUS) | 91.                     |
| 166                     | Nadav Raisberg (ISR)     | 101.                    |
| 167                     | Corbin Strong (NZL)      | 7.                      |

| Lotto Dstny LTD | Lotto Dstny LTD            | Lotto Dstny LTD |
| --------------- | -------------------------- | --------------- |
| Num             | Ciclista                   | Pos             |
| 171             | Johannes Adamietz (GER)    | DNF             |
| 172             | Cédric Van Raemdonck (BEL) | 84.             |
| 173             | Jarrad Drizners (AUS)      | 81.             |
| 174             | Andreas Kron (DEN)         | 4.              |
| 176             | Eduardo Sepúlveda (ARG)    | 47.             |
| 177             | Harry Sweeny (AUS)         | 31.             |

| Team Novo Nordisk TNN | Team Novo Nordisk TNN | Team Novo Nordisk TNN |
| --------------------- | --------------------- | --------------------- |
| Num                   | Ciclista              | Pos                   |
| 181                   | David Lozano (ESP)    | DNF                   |
| 182                   | Hamish Beadle (NZL)   | DNF                   |
| 183                   | Sam Brand (GBR)       | DNF                   |
| 184                   | Matyáš Kopecký (CZE)  | 98.                   |
| 185                   | Joonas Henttala (FIN) | DNF                   |
| 186                   | Stephen Clancy (IRL)  | DNF                   |

| TotalEnergies TEN | TotalEnergies TEN        | TotalEnergies TEN |
| ----------------- | ------------------------ | ----------------- |
| Num               | Ciclista                 | Pos               |
| 191               | Mathieu Burgaudeau (FRA) | 69.               |
| 192               | Jérémy Cabot (FRA)       | DNF               |
| 193               | Steff Cras (BEL)         | 18.               |
| 194               | Víctor de la Parte (ESP) | 29.               |
| 195               | Alan Jousseaume (FRA)    | 37.               |
| 196               | Pierre Latour (FRA)      | DNF               |
| 197               | Alexis Vuillermoz (FRA)  | 46.               |

| Electro Hiper Europa EHE | Electro Hiper Europa EHE | Electro Hiper Europa EHE |
| ------------------------ | ------------------------ | ------------------------ |
| Num                      | Ciclista                 | Pos                      |
| 201                      | Víctor Martínez (ESP)    | 80.                      |
| 202                      | Mateu Estelrich (ESP)    | 95.                      |
| 203                      | José Luis Faura (ESP)    | DNF                      |
| 205                      | Xavier Cañellas (ESP)    | 103.                     |
| 206                      | Alejandro Ropero (ESP)   | 86.                      |
| 207                      | Alex Molenaar (NED)      | DNF                      |

| Arkéa-Samsic ARK | Arkéa-Samsic ARK          | Arkéa-Samsic ARK |
| ---------------- | ------------------------- | ---------------- |
| Num              | Ciclista                  | Pos              |
| 1                | Thibault Guernalec (FRA)  | DNF              |
| 2                | Clément Champoussin (FRA) | 16.              |
| 3                | Michel Ries (LUX)         | 60.              |
| 4                | Élie Gesbert (FRA)        | 8.               |
| 5                | Simon Guglielmi (FRA)     | 23.              |
| 6                | Cristián Rodríguez (ESP)  | 51.              |
| 7                | Alessandro Verre (ITA)    | DNF              |

| AG2R Citroën Team ACT | AG2R Citroën Team ACT        | AG2R Citroën Team ACT |
| --------------------- | ---------------------------- | --------------------- |
| Num                   | Ciclista                     | Pos                   |
| 11                    | Alex Baudin (FRA)            | 83.                   |
| 12                    | Félix Gall (AUT)             | 9.                    |
| 13                    | Jaakko Hänninen (FIN)        | 72.                   |
| 15                    | Valentin Paret-Peintre (FRA) | DNF                   |
| 16                    | Nicolas Prodhomme (FRA)      | 73.                   |
| 17                    | Andrea Vendrame (ITA)        | 38.                   |

| Astana Qazaqstan Team AST | Astana Qazaqstan Team AST | Astana Qazaqstan Team AST |
| ------------------------- | ------------------------- | ------------------------- |
| Num                       | Ciclista                  | Pos                       |
| 21                        | Luis León Sánchez (ESP)   | 22.                       |
| 22                        | Fabio Felline (ITA)       | 59.                       |
| 23                        | Daniil Pronskiy (KAZ)     | DNF                       |
| 24                        | Yuriy Natarov (KAZ)       | DNF                       |
| 25                        | Javier Romo (ESP)         | 71.                       |
| 26                        | Christian Scaroni (ITA)   | 10.                       |
| 27                        | Andrey Zeits (KAZ)        | 88.                       |

| Bora-Hansgrohe BOH | Bora-Hansgrohe BOH     | Bora-Hansgrohe BOH |
| ------------------ | ---------------------- | ------------------ |
| Num                | Ciclista               | Pos                |
| 31                 | Emanuel Buchmann (GER) | 30.                |
| 32                 | Florian Lipowitz (GER) | 64.                |
| 33                 | Luis-Joe Lührs (GER)   | DNF                |
| 34                 | Anton Palzer (GER)     | DNF                |
| 35                 | Ide Schelling (NED)    | DNF                |
| 36                 | Sergio Higuita (COL)   | 2.                 |
| 37                 | Giovanni Aleotti (ITA) | 63.                |

| Cofidis COF | Cofidis COF           | Cofidis COF |
| ----------- | --------------------- | ----------- |
| Num         | Ciclista              | Pos         |
| 41          | Harrison Wood (GBR)   | DNF         |
| 43          | Simon Geschke (GER)   | DNF         |
| 44          | José Herrada (ESP)    | 58.         |
| 45          | Ion Izagirre (ESP)    | 1.          |
| 46          | Victor Lafay (FRA)    | 40.         |
| 47          | Jonathan Lastra (ESP) | 21.         |

| EF Education-EasyPost EFE | EF Education-EasyPost EFE       | EF Education-EasyPost EFE |
| ------------------------- | ------------------------------- | ------------------------- |
| Num                       | Ciclista                        | Pos                       |
| 51                        | Andrey Amador (CRC)             | DNF                       |
| 52                        | Jonathan Caicedo (ECU)          | 57.                       |
| 53                        | Esteban Chaves (COL) (estrada)  | 12.                       |
| 54                        | Odd Christian Eiking (NOR)      | 24.                       |
| 55                        | Merhawi Kudus (ERI) (estrada)   | 54.                       |
| 56                        | Georg Steinhauser (GER)         | 68.                       |
| 57                        | Richard Carapaz (ECU) (estrada) | 11.                       |

| Movistar Team MOV | Movistar Team MOV               | Movistar Team MOV |
| ----------------- | ------------------------------- | ----------------- |
| Num               | Ciclista                        | Pos               |
| 61                | Alex Aranburu (ESP)             | 6.                |
| 62                | Gorka Izagirre (ESP)            | 28.               |
| 63                | Nelson Oliveira (POR)           | 32.               |
| 64                | Ruben Guerreiro (POR)           | 13.               |
| 65                | Jorge Arcas (ESP)               | 66.               |
| 66                | Sergio Samitier (ESP)           | 92.               |
| 67                | Gonzalo Serrano Rodríguez (ESP) | 27.               |

| Team Jayco AlUla JAY | Team Jayco AlUla JAY | Team Jayco AlUla JAY |
| -------------------- | -------------------- | -------------------- |
| Num                  | Ciclista             | Pos                  |
| 71                   | Jan Maas (NED)       | 45.                  |
| 73                   | Tsgabu Grmay (ETH)   | 34.                  |
| 75                   | Chris Harper (AUS)   | 25.                  |
| 76                   | Rudy Porter (AUS)    | 70.                  |
| 77                   | Matteo Sobrero (ITA) | 55.                  |

| Trek-Segafredo TFS | Trek-Segafredo TFS           | Trek-Segafredo TFS |
| ------------------ | ---------------------------- | ------------------ |
| Num                | Ciclista                     | Pos                |
| 81                 | Jon Aberasturi (ESP)         | DNF                |
| 83                 | Marc Brustenga (ESP)         | 99.                |
| 84                 | Juan Pedro López (ESP)       | 42.                |
| 85                 | Mattias Skjelmose (DEN)      | 3.                 |
| 86                 | Amanuel Gebrezgabihier (ERI) | DNF                |
| 87                 | Natnael Tesfatsion (ERI)     | 33.                |

| UAE Team Emirates UAD | UAE Team Emirates UAD               | UAE Team Emirates UAD |
| --------------------- | ----------------------------------- | --------------------- |
| Num                   | Ciclista                            | Pos                   |
| 91                    | Marc Soler (ESP)                    | 20.                   |
| 92                    | Finn Fisher-Black (NZL)             | 74.                   |
| 93                    | Davide Formolo (ITA)                | 62.                   |
| 94                    | Felix Großschartner (AUT) (estrada) | 67.                   |
| 95                    | Ivo Oliveira (POR)                  | DNF                   |
| 96                    | Marc Hirschi (SUI)                  | 35.                   |
| 97                    | Diego Ulissi (ITA)                  | 14.                   |

| Burgos-BH BBH | Burgos-BH BBH                  | Burgos-BH BBH |
| ------------- | ------------------------------ | ------------- |
| Num           | Ciclista                       | Pos           |
| 101           | Ander Okamika (ESP)            | 90.           |
| 102           | Jetse Bol (NED)                | 52.           |
| 103           | Eric Fagúndez (URU)            | 65.           |
| 104           | José Manuel Díaz Gallego (ESP) | 17.           |
| 105           | Jesús Ezquerra (ESP)           | 48.           |
| 106           | Alejandro Franco (ESP)         | DNF           |
| 107           | Ángel Madrazo (ESP)            | DNF           |

| Caja Rural-Seguros RGA CJR | Caja Rural-Seguros RGA CJR | Caja Rural-Seguros RGA CJR |
| -------------------------- | -------------------------- | -------------------------- |
| Num                        | Ciclista                   | Pos                        |
| 111                        | Jefferson Cepeda (ECU)     | 15.                        |
| 112                        | Orluis Aular (VEN)         | 39.                        |
| 113                        | Eduard Prades (ESP)        | 50.                        |
| 114                        | Julen Amézqueta (ESP)      | 61.                        |
| 115                        | Fernando Barceló (ESP)     | 93.                        |
| 116                        | Jon Barrenetxea (ESP)      | 43.                        |
| 117                        | Josu Etxeberria (ESP)      | 96.                        |

| Eolo-Kometa EOK | Eolo-Kometa EOK           | Eolo-Kometa EOK |
| --------------- | ------------------------- | --------------- |
| Num             | Ciclista                  | Pos             |
| 121             | Fernando Tercero (ESP)    | DNF             |
| 122             | Davide Piganzoli (ITA)    | DNF             |
| 123             | Javier Serrano (ESP)      | 102.            |
| 124             | Álex Martín (ESP)         | 97.             |
| 125             | David Martin (ESP)        | DNF             |
| 126             | Andrea Garosio (ITA)      | 87.             |
| 127             | Alessandro Fancellu (ITA) | DNF             |

| Equipo Kern Pharma EKP | Equipo Kern Pharma EKP   | Equipo Kern Pharma EKP |
| ---------------------- | ------------------------ | ---------------------- |
| Num                    | Ciclista                 | Pos                    |
| 131                    | Roger Adrià (ESP)        | 5.                     |
| 132                    | Igor Arrieta (ESP)       | 19.                    |
| 133                    | Urko Berrade (ESP)       | 100.                   |
| 134                    | Pablo Castrillo (ESP)    | 78.                    |
| 135                    | Raúl García Pierna (ESP) | 53.                    |
| 136                    | Pau Miquel (ESP)         | 94.                    |
| 137                    | Iván Cobo (ESP)          | 104.                   |

| Euskaltel-Euskadi EUS | Euskaltel-Euskadi EUS  | Euskaltel-Euskadi EUS |
| --------------------- | ---------------------- | --------------------- |
| Num                   | Ciclista               | Pos                   |
| 141                   | Unai Iribar (ESP)      | 77.                   |
| 142                   | Joan Bou (ESP)         | 56.                   |
| 143                   | Asier Etxeberria (ESP) | 82.                   |
| 144                   | Mikel Bizkarra (ESP)   | 76.                   |
| 145                   | Gotzon Martín (ESP)    | 26.                   |
| 146                   | Ibai Azurmendi (ESP)   | 36.                   |
| 147                   | Mikel Iturria (ESP)    | 75.                   |

| Human Powered Health HPM | Human Powered Health HPM       | Human Powered Health HPM |
| ------------------------ | ------------------------------ | ------------------------ |
| Num                      | Ciclista                       | Pos                      |
| 151                      | Kristian Aasvold (NOR)         | 79.                      |
| 152                      | Charles-Étienne Chrétien (CAN) | DNF                      |
| 153                      | Paul Double (GBR)              | DNF                      |
| 154                      | Chad Haga (USA)                | 85.                      |
| 155                      | Bart Lemmen (NED)              | DNF                      |
| 156                      | Sebastian Schönberger (AUT)    | 44.                      |
| 157                      | Embret Svestad-Bårdseng (NOR)  | 89.                      |

| Israel-Premier Tech IPT | Israel-Premier Tech IPT  | Israel-Premier Tech IPT |
| ----------------------- | ------------------------ | ----------------------- |
| Num                     | Ciclista                 | Pos                     |
| 161                     | Daryl Impey (RSA)        | DNF                     |
| 162                     | Ben Hermans (BEL)        | DNF                     |
| 163                     | Nick Schultz (AUS)       | 41.                     |
| 164                     | Omer Goldstein (ISR)     | 49.                     |
| 165                     | Alastair MacKellar (AUS) | 91.                     |
| 166                     | Nadav Raisberg (ISR)     | 101.                    |
| 167                     | Corbin Strong (NZL)      | 7.                      |

| Lotto Dstny LTD | Lotto Dstny LTD            | Lotto Dstny LTD |
| --------------- | -------------------------- | --------------- |
| Num             | Ciclista                   | Pos             |
| 171             | Johannes Adamietz (GER)    | DNF             |
| 172             | Cédric Van Raemdonck (BEL) | 84.             |
| 173             | Jarrad Drizners (AUS)      | 81.             |
| 174             | Andreas Kron (DEN)         | 4.              |
| 176             | Eduardo Sepúlveda (ARG)    | 47.             |
| 177             | Harry Sweeny (AUS)         | 31.             |

| Team Novo Nordisk TNN | Team Novo Nordisk TNN | Team Novo Nordisk TNN |
| --------------------- | --------------------- | --------------------- |
| Num                   | Ciclista              | Pos                   |
| 181                   | David Lozano (ESP)    | DNF                   |
| 182                   | Hamish Beadle (NZL)   | DNF                   |
| 183                   | Sam Brand (GBR)       | DNF                   |
| 184                   | Matyáš Kopecký (CZE)  | 98.                   |
| 185                   | Joonas Henttala (FIN) | DNF                   |
| 186                   | Stephen Clancy (IRL)  | DNF                   |

| TotalEnergies TEN | TotalEnergies TEN        | TotalEnergies TEN |
| ----------------- | ------------------------ | ----------------- |
| Num               | Ciclista                 | Pos               |
| 191               | Mathieu Burgaudeau (FRA) | 69.               |
| 192               | Jérémy Cabot (FRA)       | DNF               |
| 193               | Steff Cras (BEL)         | 18.               |
| 194               | Víctor de la Parte (ESP) | 29.               |
| 195               | Alan Jousseaume (FRA)    | 37.               |
| 196               | Pierre Latour (FRA)      | DNF               |
| 197               | Alexis Vuillermoz (FRA)  | 46.               |

| Electro Hiper Europa EHE | Electro Hiper Europa EHE | Electro Hiper Europa EHE |
| ------------------------ | ------------------------ | ------------------------ |
| Num                      | Ciclista                 | Pos                      |
| 201                      | Víctor Martínez (ESP)    | 80.                      |
| 202                      | Mateu Estelrich (ESP)    | 95.                      |
| 203                      | José Luis Faura (ESP)    | DNF                      |
| 205                      | Xavier Cañellas (ESP)    | 103.                     |
| 206                      | Alejandro Ropero (ESP)   | 86.                      |
| 207                      | Alex Molenaar (NED)      | DNF                      |

Convenções:
- AB-N: Abandono na etapa "N"
- FLT-N: Retiro por chegada fora do limite de tempo na etapa "N"
- NTS-N: Não tomou a saída para a etapa "N"
- DES-N: Desclassificado ou expulsado na etapa "N"

## UCI World Ranking
O Grande Prêmio Miguel Indurain outorgou pontos para o UCI World Ranking para corredores das equipas nas categorias UCI WorldTeam, UCI ProTeam e Continental. As seguintes tabelas são o barómetro de pontuação e os dez corredores que obtiveram mais pontos:
| Posição             | 1.º | 2.º | 3.º | 4.º | 5.º | 6.º | 7.º | 8.º | 9.º | 10.º | 11.º | 12.º | 13.º | 14.º | 15.º | 16.º-30.º | 31.º-40.º |
| Classificação geral | 200 | 150 | 125 | 100 | 85  | 70  | 60  | 50  | 40  | 35   | 30   | 25   | 20   | 15   | 10   | 5         | 3         |

| Classificação |                          |                     |       |
| Posição       | Ciclista                 | Equipa              | Geral |
| ------------- | ------------------------ | ------------------- | ----- |
| 1.º           | Ion Izagirre             | Cofidis             | 200   |
| 2.º           | Sergio Higuita           | Bora-Hansgrohe      | 150   |
| 3.º           | Mattias Skjelmose Jensen | Trek-Segafredo      | 125   |
| 4.º           | Andreas Kron             | Lotto Dstny         | 100   |
| 5.º           | Roger Adrià              | Kern Pharma         | 85    |
| 6.º           | Alex Aranburu            | Movistar            | 70    |
| 7.º           | Corbin Strong            | Israel-Premier Tech | 60    |
| 8.º           | Élie Gesbert             | Arkéa Samsic        | 50    |
| 9.º           | Felix Gall               | AG2R Citroën        | 40    |
| 10.º          | Christian Scaroni        | Astana Qazaqstan    | 35    |